# Сорське герцогство
Сорське герцогство (італ. Ducato di Sora) — колишня суверенна держава в Італії, утворена в 1443 році королем Альфонсом V Арагонським і ліквідована в 1796 році.

## Історія
Сорське герцогство займало південно-східну частину сучасної області Лація, що межувала з нинішнім регіоном Абруццо. Його столицею було місто Сора.
В 1399 році було засноване Сорське графство, як феод короля Неаполя. Воно мало слугувати буферною державою між територіями Неаполітанського королівства та Папської держави. У 1443 році граф Нікола Кантельмо був призначений Альфонсом V першим герцогом Сори.
Згодом герцогством керували родини Кантельмі, Делла Ровере та Бонкомпаньї. Останнім герцогом був Антоніо II Бонкомпаньї, який передав герцогство королю обох Сицилій Фердинанду I.